# 항공기충돌방지장치

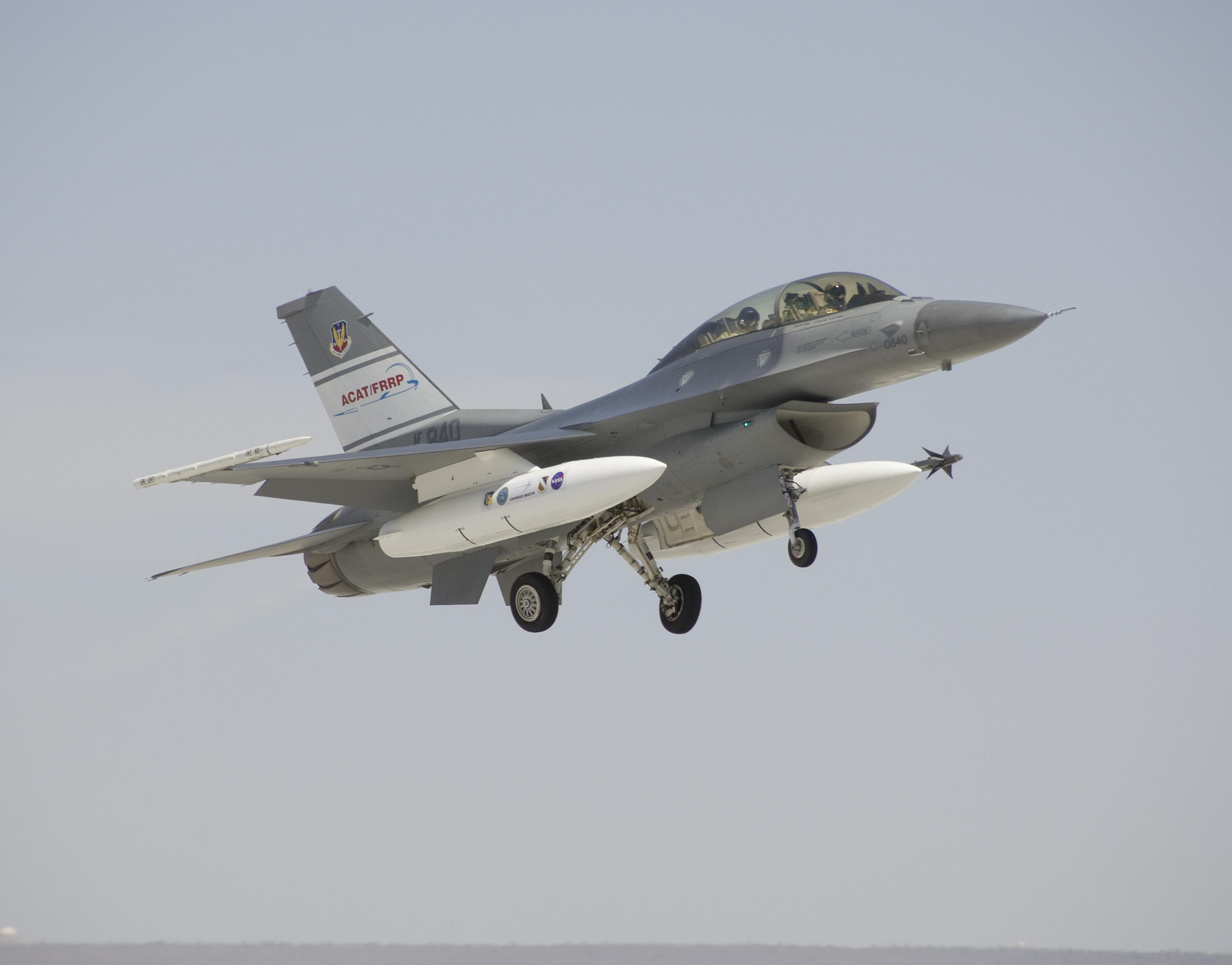
미 공군의 F-16D 지상 충돌 회피 기술(GCAT) 항공기

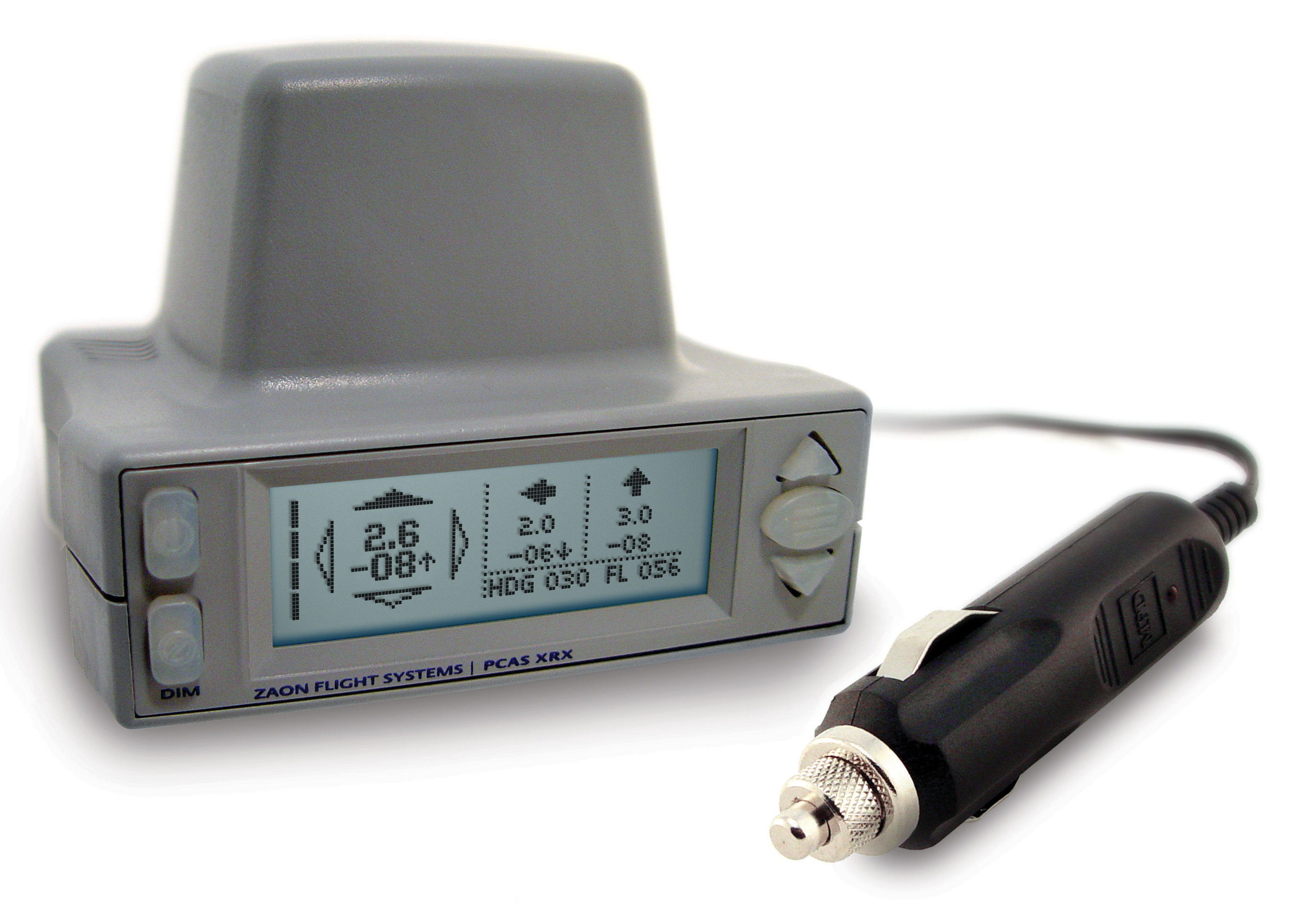
경량 항공기에 사용되는 소형 PCAS 장치

항공기충돌방지시스템(영어: Airborne Collision Avoidance System)은 충돌 위험이 있는 다른 항공기의 존재를 조종사들에게 알리는 장치로 지상 기반 장비(ground-based equipment) 및 항공 교통 관제와 독립적으로 작동한다. 국제민간항공기구에서 정한 표준이다. 2000년 1월 기준으로 유럽에서 장착이 법령화되었다. 2006년 현재 ACAS II 기준을 만족하는 구현은 공중충돌방지장치뿐이다.

## 같이 보기
- 공중충돌방지장치 (TCAS)